# Grande Prêmio da França de 2003
Resultados do Grande Prêmio da França de Fórmula 1 (formalmente LXXXIX Mobil 1 Grand Prix de France) realizado em Magny-Cours em 6 de julho de 2003. Décima etapa da temporada, foi vencido pelo alemão Ralf Schumacher, que subiu ao pódio junto a Juan Pablo Montoya numa dobradinha da Williams-BMW, com Michael Schumacher em terceiro pela Ferrari.

## Resumo
- Última vitória de Ralf Schumacher.
- Pela primeira vez desde o Grande Prêmio da França de 1998, o britânico David Coulthard não marcou a volta mais rápida desta corrida.
- O holandês Jos Verstappen liderou a primeira sessão classificatória, marcando 1.20.817. Foi a primeira (e única) vez que a Minardi liderou um treino de Fórmula 1.[3]

## Classificação

### Treinos oficiais
| Pos.   | Nº | Piloto                | Equipe           | Q1             | Q2       | Dif.    |
| ------ | -- | --------------------- | ---------------- | -------------- | -------- | ------- |
| 1      | 4  | Ralf Schumacher       | Williams-BMW     | 1:29.327       | 1:15.019 |         |
| 2      | 3  | Juan Pablo Montoya    | Williams-BMW     | 1:28.988       | 1:15.136 | + 0.117 |
| 3      | 1  | Michael Schumacher    | Ferrari          | 1:27.929       | 1:15.480 | + 0.461 |
| 4      | 6  | Kimi Räikkönen        | McLaren-Mercedes | 1:29.120       | 1:15.533 | + 0.514 |
| 5      | 5  | David Coulthard       | McLaren-Mercedes | 1:28.937       | 1:15.628 | + 0.609 |
| 6      | 7  | Jarno Trulli          | Renault          | 1:29.024       | 1:15.967 | + 0.948 |
| 7      | 8  | Fernando Alonso       | Renault          | 1:29.455       | 1:16.087 | + 1.068 |
| 8      | 2  | Rubens Barrichello    | Ferrari          | 1:27.095       | 1:16.166 | + 1.147 |
| 9      | 14 | Mark Webber           | Jaguar-Cosworth  | 1:25.178       | 1:16.308 | + 1.289 |
| 10     | 20 | Olivier Panis         | Toyota           | 1:24.175       | 1:16.345 | + 1.326 |
| 11     | 15 | Antônio Pizzonia      | Jaguar-Cosworth  | 1:24.642       | 1:16.965 | + 1.946 |
| 12     | 16 | Jacques Villeneuve    | BAR-Honda        | 1:24.651       | 1:16.990 | + 1.971 |
| 13     | 21 | Cristiano da Matta    | Toyota           | 1:26.975       | 1:17.068 | + 2.049 |
| 14     | 17 | Jenson Button         | BAR-Honda        | 1:30.371       | 1:17.077 | + 2.058 |
| 15     | 9  | Nick Heidfeld         | Sauber-Petronas  | 1:24.042       | 1:17.445 | + 2.426 |
| 16     | 10 | Heinz-Harald Frentzen | Sauber-Petronas  | 1:26.151       | 1:17.562 | + 2.543 |
| 17     | 11 | Giancarlo Fisichella  | Jordan-Ford      | 1:28.502       | 1:18.431 | + 3.412 |
| 18     | 12 | Ralph Firman          | Jordan-Ford      | 1;23.496       | 1:18.514 | + 3.495 |
| 19     | 19 | Jos Verstappen        | Minardi-Cosworth | 1:20.817       | 1:18.709 | + 3.690 |
| 20     | 18 | Justin Wilson         | Minardi-Cosworth | Tempo anulado‡ | 1:19.619 | + 4.600 |
| Fonte: |    |                       |                  |                |          |         |

‡ = Justin Wilson teve o tempo no primeiro treino livre anulado porque seu carro encontrava-se 2 quilos abaixo do peso.

### Corrida
| Pos.   | Nº | Piloto                | Construtor       | Voltas | Tempo/Diferença   | Grid | Pontos |
| ------ | -- | --------------------- | ---------------- | ------ | ----------------- | ---- | ------ |
| 1      | 4  | Ralf Schumacher       | Williams-BMW     | 70     | 1:30:49.213       | 1    | 10     |
| 2      | 3  | Juan Pablo Montoya    | Williams-BMW     | 70     | + 13.813          | 2    | 8      |
| 3      | 1  | Michael Schumacher    | Ferrari          | 70     | + 19.568          | 3    | 6      |
| 4      | 6  | Kimi Räikkönen        | McLaren-Mercedes | 70     | + 38.047          | 4    | 5      |
| 5      | 5  | David Coulthard       | McLaren-Mercedes | 70     | + 40.289          | 5    | 4      |
| 6      | 14 | Mark Webber           | Jaguar-Cosworth  | 70     | + 1:06.380        | 9    | 3      |
| 7      | 2  | Rubens Barrichello    | Ferrari          | 69     | + 1 volta         | 8    | 2      |
| 8      | 20 | Olivier Panis         | Toyota           | 69     | + 1 volta         | 10   | 1      |
| 9      | 16 | Jacques Villeneuve    | BAR-Honda        | 69     | + 1 volta         | 12   |        |
| 10     | 15 | Antônio Pizzonia      | Jaguar-Cosworth  | 69     | + 1 volta         | 11   |        |
| 11     | 21 | Cristiano da Matta    | Toyota           | 69     | + 1 volta         | 13   |        |
| 12     | 10 | Heinz-Harald Frentzen | Sauber-Petronas  | 68     | + 2 voltas        | 16   |        |
| 13     | 9  | Nick Heidfeld         | Sauber-Petronas  | 68     | + 2 voltas        | 15   |        |
| 14     | 18 | Justin Wilson         | Minardi-Cosworth | 67     | +3 voltas         | 20   |        |
| 15     | 12 | Ralph Firman          | Jordan-Ford      | 67     | +3 voltas         | 18   |        |
| 16     | 19 | Jos Verstappen        | Minardi-Cosworth | 66     | + 4 voltas        | 19   |        |
| Ret    | 7  | Jarno Trulli          | Renault          | 45     | Motor             | 6    |        |
| Ret    | 8  | Fernando Alonso       | Renault          | 43     | Motor             | 7    |        |
| Ret    | 11 | Giancarlo Fisichella  | Jordan-Ford      | 42     | Motor             | 17   |        |
| Ret    | 17 | Jenson Button         | BAR-Honda        | 23     | Vazamento de óleo | 14   |        |
| Fonte: |    |                       |                  |        |                   |      |        |

## Tabela do campeonato após a corrida
| Pos.   | Piloto             | Pontos |
| ------ | ------------------ | ------ |
| 1      | Michael Schumacher | 64     |
| 2      | Kimi Räikkönen     | 56     |
| 3      | Ralf Schumacher    | 53     |
| 4      | Juan Pablo Montoya | 47     |
| 5      | Rubens Barrichello | 39     |
| Fonte: |                    |        |

| Pos.   | Construtor       | Pontos |
| ------ | ---------------- | ------ |
| 1      | Ferrari          | 103    |
| 2      | Williams-BMW     | 100    |
| 3      | McLaren-Mercedes | 85     |
| 4      | Renault          | 52     |
| 5      | BAR-Honda        | 13     |
| Fonte: |                  |        |

- Nota: Somente as primeiras cinco posições estão listadas.